# Matthieu Alexandre
 (octobre 2019).
Si vous disposez d'ouvrages ou d'articles de référence ou si vous connaissez des sites web de qualité traitant du thème abordé ici, merci de compléter l'article en donnant les références utiles à sa vérifiabilité et en les liant à la section « Notes et références ».
Matthieu Alexandre (né à Paris le 10 mars 1974) est un photographe français.

## Biographie
Après des études d'ethnologie consacrées aux peuples du Grand Nord (La symbolique du masque chez les Yupik de Kodiak, sous la direction de Michèle Therrien, INALCO, 1997), il commence sa carrière de photographe professionnel en 1997 après un stage à l'agence Rapho. Ses reportages sont diffusés successivement par les agences photographiques Sygma, Corbis et Vu avant de travailler comme photojournaliste pour l'Agence France Presse (AFP) puis pour l'Associated press (AP). Il couvre en parallèle les crises humanitaires majeures avec différentes ONG (Caritas Internationalis, Le Secours catholique, Médecins du monde, Pharmaciens sans frontières). 
Son travail se concentre essentiellement sur les droits humains et l'exclusion. Il consacre une série de reportages pendant 10 ans à l'œuvre de l'abbé Pierre à travers le monde : Workless Hopeful Workers. Ces photographies sont publiées dans la presse à l'occasion des 50 ans de la création d'Emmaüs et de l'appel de l'abbé Pierre en 1954, exposées au Festival international du scoop et du journalisme à Angers en 1999 et sélectionnées au Festival du photojournalisme Visa pour l'image à Perpignan en 2004.
Il mène en parallèle une réflexion sur les différentes formes d'exils. Son travail photographique se fait auprès des populations libanaise, kurde, bhoutanaise, tibétaine, congolaise, irakienne et centrafricaine. En 2007, il a entamé une recherche intitulée Irak, les dessous de la guerre. Une partie de ce travail « Iraqi Refugees in the Middle East » réalisée en Syrie et au Liban en 2009, a été nommée aux Anthropographia Awards (Montréal, Canada, 2010) et a reçu le 1er Prix du Reportage Ars-Imago (Rome, Italie, 2010)[réf. nécessaire]. Ce reportage a été exposé au Festival du Film des Droits Humains (Genève, Suisse, 2010), au Photo Festival de New York (NYPF 2010), aux Rencontres internationales de la photographie en Gaspésie (Québec, Canada, 2010). Il a été également exposé lors du World Press Photo à Montréal (Québec) en septembre 2010 et au Musée d'Art Contemporain de la ville de Rome à l'occasion du FotoGrafia Festival en 2010.
Son travail sur les conséquences du séisme survenu au Népal en avril 2015 est présenté lors de projections à Paris (au Sénat en 2015 et à l'Assemblée Nationale en 2016).
En 2017, il publie deux romans, des fictions au format nouvelle inspirées de ses reportages : Fleur de Pâques et Les arbres de Fées (Edilivre, 2017).
Avec le dessinateur Loïc Verdier, Matthieu est le co-scénariste d'une bande dessinée : La Farce des Hommes-Foudre (Casterman, 2018), une fiction historique inspirée notamment par ses reportages au Népal. Dolma, l'héroïne est inspirée par Betty-La, une femme tibétaine ayant soutenu la révolte des Khampas sur le service tibétain de All India Radio, décrite par Michel Peissel dans Les Cavaliers du Kham. La Farce des Hommes-Foudre reçoit le Prix du meilleur scénario au Festival de la bande dessinée (Festi’BD, Moulins, 2019)[réf. nécessaire].
En 2019, avec sa compagne Marjolaine Edouard il co-fonde l'agence inTERREviews dont la ligne éditoriale est consacrée aux questions environnementales. Lors du confinement du printemps 2020 dû à la crise de la Covid-19, il réalise un reportage d'un an auprès d'une nouvelle génération de vignerons qui doivent faire face aux aléas climatiques. Ce reportage intitulé "Du raisin et des Hommes" est récompensé aux International Photography Awards (New York, USA, 2021), et donne lieu à un livre publié par Collection des Photographes (CDP Editions, 2022) et à une exposition textes et photos à la galerie 15 à Paris en mars 2022.

## Œuvres
Ses photographies illustrent les ouvrages suivants :
- Du raisin et des Hommes, avec Marjolaine Edouard, CDP Editions, 2022  (ISBN 9782351301708)
- Denis Lefèvre, Les Combats d’Emmaüs, Ed. du  Cherche-midi, 1999   (ISBN 2-86274-838-2)
- La Farce des Hommes-Foudre, avec Loïc Verdier, Casterman, 2018  (ISBN 9782203168336)

Romans
- Fleur de Pâques  (ISBN 9782414094455) (Edilivre, 2017)
- Les arbres de Fées  (ISBN 9782414155552) (Edilivre, 2017).